# Lago Gopło
Il lago Gopło è un lago della Polonia.